# Ekaterina Baker
Ekaterina Baker (* 20. Jahrhundert) ist eine kanadische Schauspielerin und Filmproduzentin.

## Leben und Karriere
Mit einer Schauspielausbildung bei Matthew Harrison begann Ekaterina Baker ihre Darstellerlaufbahn 2020 mit einem Auftritt in dem Kurzfilm Oksana and Viktor, bevor sie noch im selben Jahr in Kinofilmen wie George Gallos Kings of Hollywood, Fatman oder Paul Leydens Chick Fight mitwirkte. 2021 sah man sie in Rollen wie der Natalya in dem Thriller Asking for It unter der Regie von Eamon O’Rourke oder als Masha in dem Kriminaldrama Lansky – Der Pate von Las Vegas mit Harvey Keitel von Regisseur Eytan Rockaway. In Martin Campbells Action-Thriller The Protégé – Made for Revenge mit Michael Keaton, Maggie Q und Samuel L. Jackson hatte sie einen kurzen Auftritt als Technikerin Lotta. In Paul Schraders Filmdrama The Card Counter spielte sie die Rolle der Sara im Ensemble um Oscar Isaac, Tiffany Haddish, Tye Sheridan, Willem Dafoe und Alexander Babara. 2024 sah man sie neben Jonathan Rhys Meyers, Swen Temmel, Melissa Leo und Antonio Banderas in Jon Keeyes Thriller The Clean Up Crew.
Seit dem Film Chick Fight – Hit Like a Girl ist Ekaterina Baker bei vielen ihrer Filme auch als ausführende Produzentin tätig. Sie ist verheiratet mit Rodney Baker und hat einen Sohn.

## Filmografie (Auswahl)

### Als Schauspielerin
- 2020: Oksana and Viktor (Kurzfilm)
- 2020: Kings of Hollywood (The Comeback Trail)
- 2020: Fatman
- 2020: Chick Fight - Hit Like a Girl (Chick Fight)
- 2021: Asking for It
- 2021: Lansky – Der Pate von Las Vegas (Lansky)
- 2021: Neptune Frost
- 2021: The Protégé – Made for Revenge (The Protégé)
- 2021: The Card Counter
- 2023: Jamojaya
- 2023: Parachute
- 2023: The Tutor
- 2023: Cold Copy
- 2024: The Clean Up Crew
- 2024: Silver Star

### Als Filmproduzentin
- 2020: Chick Fight - Hit Like a Girl (Chick Fight)
- 2021: Asking for It
- 2021: Neptune Frost
- 2021: The Protégé – Made for Revenge (The Protégé)
- 2022: Big Gold Brick